# Meiendorf-Interstadial
| Serie/ (Glazial)                    | Klimastufen            | Zeitraum v. Chr.  |
| ----------------------------------- | ---------------------- | ----------------- |
| Holozän                             | Präboreal              | 9.610–8.690       |
| Pleistozän (Weichsel- -Spätglazial) | Jüngere Dryaszeit      | 10.730–9.700 ± 99 |
| Pleistozän (Weichsel- -Spätglazial) | Alleröd-Interstadial   | 11.400–10.730     |
| Pleistozän (Weichsel- -Spätglazial) | Ältere Dryaszeit       | 11.590–11.400     |
| Pleistozän (Weichsel- -Spätglazial) | Bölling-Interstadial   | 11.720–11.590     |
| Pleistozän (Weichsel- -Spätglazial) | Älteste Dryaszeit      | 11.850–11.720     |
| Pleistozän (Weichsel- -Spätglazial) | Meiendorf-Interstadial | 12.500–11.850     |
| (Weichsel- -Hochglazial)            | Mecklenburg-Phase      |                   |

Das Meiendorf-Interstadial (früher auch Meiendorf-Intervall) ist in Norddeutschland die älteste bzw. erste Warmphase nach dem Weichsel-Hochglazial (Quartär) und damit die basale stratigraphische Einheit am Ende der letzten Eiszeit (Weichsel-Spätglazial). Es entspricht dem Grönland-Interstadial 1e (GI-1e). Die Pflanzenwelt war durch eine Strauchtundra mit einem relativ hohen Anteil von Sonnenpflanzen (Heliophyten) geprägt. Der Beginn dieser klimatischen Warmphase ist gekennzeichnet durch den Anstieg der Pollen von Zwerg-Birke, Weide, Sanddorn, Wacholder und Artemisia, das Ende durch den Anstieg von Nichtbaumpollen nach der zeitweilig massenhaften Verbreitung des Sanddorns („Sanddorn-Maximum“).

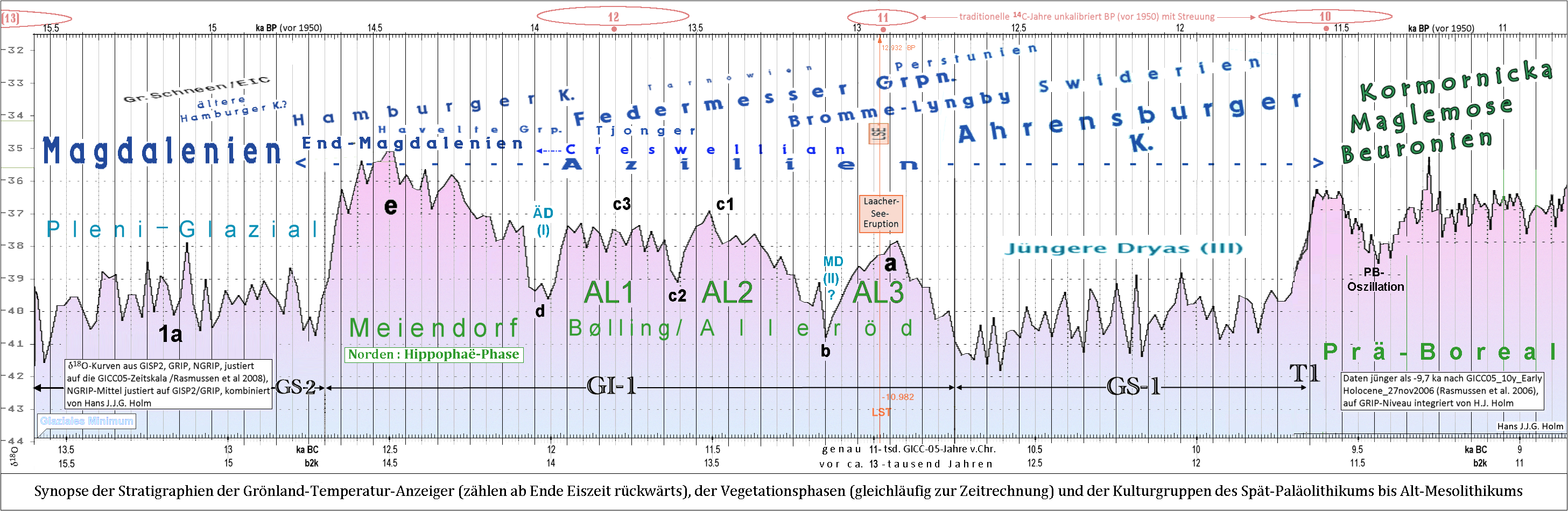
Endglazial-Eiskerndaten mit zeitlicher Zuordnung zu Kulturen

Das Meiendorf-Interstadial wird vom Stadial der Ältesten Dryaszeit abgelöst. Nach der Warvenchronologie im Meerfelder Maar (Eifel) dauerte das Meiendorf-Interstadial von 14.450 bis 13.800 Warvenjahre v.h. Dies entspricht dem Zeitraum 12.500 bis 11.850 v. Chr.

## Namensgebung und Begriffsgeschichte
Es ist benannt nach dem Pollenprofil von Hamburg-Meiendorf, das zunächst als Typuslokalität diente. Der Name wurde von Burchard Menke 1968 als Meiendorf-Intervall eingeführt und 1985 zu Meiendorf-Interstadial modifiziert.

## Definition
Der Beginn des Meiendorf-Interstadials ist durch den Anstieg von Beifuß (Artemisia) definiert. Bezeichnend für das Meiendorf-Interstadial ist der erste Birkengipfel gefolgt vom Sanddorn-Maximum. Die Grenze zur anschließenden Ältesten Dryaszeit wird ihrerseits durch einen Rückgang der Birkenwerte und einen Anstieg der Nicht-Baumpollen (unter starker Beteiligung von Beifuß und Sonnenröschen) nach dem Sanddorn-Maximum festgelegt.
Das Typusprofil liegt bei Glüsing (Lkr. Dithmarschen, Schleswig-Holstein). Die Typusregion ist deshalb auch Schleswig-Holstein. Nachgewiesen ist das Meiendorf-Interstadial neben Hamburg und Schleswig-Holstein auch in Niedersachsen, Rheinland-Pfalz und Brandenburg.

## Stratigraphie
Das Meiendorf-Interstadial folgt auf das Pleniglazial (Grönland-Stadial 2 oder GS-2) und wird seinerseits von der Ältesten Dryaszeit (Grönland-Interstadial 1d oder GI-1d) überlagert. Ein interner Kälteeinschub ermöglicht eine Dreiteilung des Interstadials (von jung nach alt):
- Grönland-Interstadial 1e1 (GI-1e1 – warm)
- Grönland-Interstadial 1e2 (GI-1e2 – kalt)
- Grönland-Interstadial 1e3 (GI-1e3 – sehr warm)

Zwischen dem Pleniglazial und GI-1e3 wird noch eine Übergangsphase ausgeschieden. Die interne Kältephase GI-1e2 wird im Raum um Norwegen auch als engl. Bölling Cold Phase I oder BCP I bezeichnet. Unglücklicherweise wird das Pleniglazial meist (wie beispielsweise in Nordamerika) noch als Älteste Dryas geführt – eine Praxis, die aber leider nur Verwechslungen heraufbeschwört und daher vermieden werden sollte.

## Absolute Datierung
Das Meiendorf-Interstadial reichte ungefähr von 14.500 bis 13.860 cal. v.h. Nach der Warvenchronologie im Meerfelder Maar dauerte es von 14.450 bis 13.800 vor heute, was dem Zeitraum 12.500 bis 11.850 v. Chr. entspricht. Lowe u. a. (2008) befürworteten die Zeitspanne 12692 bis 12075 v. Chr. und van Raden u. a. (2012) plädieren für 12640 bis 12094 v. Chr. Die dem Pleniglazial folgende Übergangsphase datieren diese Autoren mit 12735 bis 12640 v. Chr. Für die Kältephase GI-1e2 geben sie den Zeitraum 12489 bis 12233 v. Chr. an.

## Umweltparameter

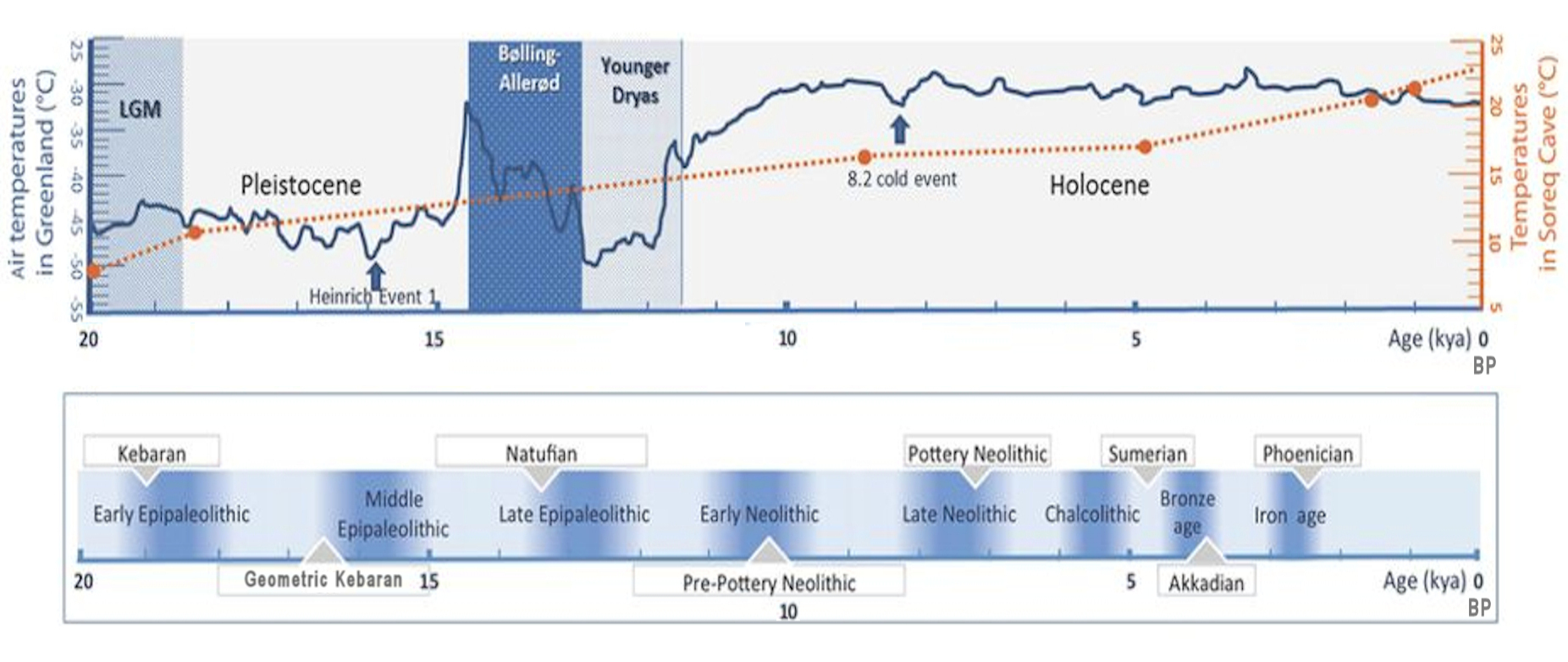
Temperaturverlauf im Nahen Osten der letzten 20.000 Jahre

Während des Meiendorf-Interstadials fand ein abrupter Klimawechsel statt.

### Sauerstoffisotopen
Der Übergang vom Pleniglazial zum Meiendorf-Interstadial brachte einen gewaltigen Anstieg der δ18O-Werte um 6 ‰ SMOW (VPDB) mit sich. Während der Übergangsphase kletterten die Werte recht rasch und stetig von – 42 ‰ auf -37 ‰ SMOW, um dann gleich zu Beginn des Interstadials (GI-1e3) ihren für das Spätglazial absoluten Höchstwert von – 36 ‰ SMOW zu erreichen.

### Temperaturen
Parallel zu den Sauerstoffisotopen erfolgte in Nordwesteuropa laut Renssen und Isarin (2001) eine enorme Erhöhung der Wintertemperaturen um bis zu 20 °C (von – 25 bis – 15 °C auf – 5 bis 5 °C), die Sommertemperaturen stiegen jedoch vergleichsweise nur relativ wenig an (von 10 bis 15 °C auf 13 bis 17 °C). Gleichzeitig nahmen aber auch die Verdunstung und der Niederschlag zu.

## Vegetationsentwicklung
Das Meiendorf-Interstadial wird durch einen erhöhten Pollenanteil von Zwerg-Birke (B. nana), Weiden (Salix), Sanddorn (Hippophaë) und Wacholder (Juniperus) charakterisiert. Der Anteil an Sonnenpflanzen (Heliophyten) ist hoch.

## Fauna
Die bereits im späten Pleniglazial spürbar gewordene Ausdünnung eiszeitlicher Arten setzte sich auch im Meiendorf-Interstadial weiter fort, die meisten pleistozänen Formen begannen graduell auszusterben. Wollhaarnashorn (Coelodonta antiquitatis) und Höhlenhyäne (Crocuta crocuta spelaea) wurden jetzt nicht mehr angetroffen und auch das Wollhaarmammut (Mammuthus primigenius) wurde selten (es wird in Mitteleuropa um 12458 v. Chr. zum letzten Mal in der Schweiz nachgewiesen). Der Höhlenlöwe (Panthera spelaea) war offensichtlich zu Beginn des Interstadials noch gegenwärtig, ein letzter Fund datiert auf 12650 v. Chr. in Süddeutschland. Der Höhlenbär (Ursus spelaeus) war bereits ausgestorben, die jüngsten Radiokohlenstoffdaten von Knochen dieser Bärenart datieren auf zirka 24.000 BP. Gegen Ende des Interstadials trat erstmals der Riesenhirsch (Megaloceros giganteus) auf (Fund von der Ostküste Seelands um 11950 v. Chr.).
Generell vollzog sich in den tiefer gelegenen Regionen und in den Mittelgebirgen ein Faunenwechsel zu warmzeitlichen Arten, welcher mit der Florenveränderung Schritt hielt. Nur höher gelegene Regionen in Süddeutschland und in der Schweiz belegen eine verzögerte Entwicklung.
Die Wiederbesiedelung der eisfrei gewordenen Gebiete des nördlichen Mitteleuropas durch Säugetiere (erste Einwanderungswelle) war anfangs noch unter Dominanz von Kälte- und Trockenheitsanzeigern (Steppenbewohner und arktische Taxa) erfolgt. Sie konnten zwar noch im Verlauf des Meiendorf-Interstadials ihre Stellung bewahren, verloren aber dann sukzessive gegenüber warmzeitlichen Säugern an Einfluss. Dieser recht langsame Faunenaustausch hin zu temperierten Formen erfasste den Westen, Süden und Osten Mitteleuropas, im Norden ging er jedoch nur sehr verzögert vonstatten. Im östlichen Mitteleuropa setzt sich das Artenspektrum bereits aus weit mehr temperierten Formen zusammen. Die Wiederbesiedelung dürfte hier somit teilweise aus südöstlichen Glazialrefugien durch warmzeitliche Arten erfolgt sein.

## Kulturgeschichte
Noch vor Beginn des Meiendorf-Interstadials hatte sich im norddeutschen Raum die jungpaläolithische Hamburger Kultur (13500 bis 11100 v. Chr.) mit der Havelte-Gruppe (ab 13000 v. Chr.) etabliert. Sie basierte vorwiegend auf der Rentierjagd. Die mit 12030 v. Chr. datierte Siedlung Ahrenshöft ist der Havelte-Gruppe zuzuordnen.
Kontakte der Hamburger Kultur zu den im Süden fortbestehenden Gruppen des jüngeren Magdaleniens sind während des Meiendorf-Interstadials kaum belegt. Das Magdalenien war auf deutschem Gebiet etwa ab der Mittelgebirgsschwelle südwärts verbreitet. Die nördliche Verbreitungsgrenze liegt im Leinebergland. In Westeuropa erstreckte es sich bis in das Pariser Becken. Bejagt wurden vorwiegend Rentier und Wildpferd, im Alpenraum auch Steinbock. Kurzzeitig bewohnte Jagdlager bestanden in Abris des oberen Donautals in Südwestdeutschland sowie in der Schweiz, länger bewohnte Freilandsiedlungen am Mittelrhein und im Saale-Gebiet. Das Doppelgrab von Oberkassel bei Bonn wird auf zirka 12000 v. Chr. datiert.
Das späte Epigravettien des Mittelmeerraumes setzte sich in Italien und Osteuropa ohne signifikante Veränderungen der Werkzeugkultur bis ins Spätglazial fort. In der Levante bildete sich das protoagrarische Natufien (12300 bis 10200 v. Chr.); es beruhte auf der Nutzung wilder Getreidearten wie beispielsweise Emmer und zweireihige Gerste.